# Општина Шимнику де Сус (Долж)
Шимнику де Сус (рум. Şimnicu de Sus) општина је у Румунији у округу Долж.
Oпштина се налази на надморској висини од 106 m.